# Alex Bowen
 Alex Bowen (ur. 21 maja 1992 w Buffalo) – amerykański narciarz dowolny, specjalizujący się w skokach akrobatycznych. Wicemistrz świata w tej konkurencji z 2015 roku. Jak do tej pory nie startowała na igrzyskach olimpijskich. Najlepsze wyniki w Pucharze Świata osiągnął w sezonie 2012/2013, kiedy to zajął 113. miejsce w klasyfikacji generalnej, a w klasyfikacji skoków akrobatycznych był 23.

## Osiągnięcia

### Mistrzostwa świata
| Miejsce | Dzień       | Rok  | Miejscowość   | Konkurencja        | Zwycięzca       |
| ------- | ----------- | ---- | ------------- | ------------------ | --------------- |
| 2.      | 15 stycznia | 2015 | Kreischberg   | Skoki akrobatyczne | Qi Guangpu      |
| 27.     | 10 marca    | 2017 | Sierra Nevada | Skoki akrobatyczne | Jonathon Lillis |

### Puchar Świata

#### Miejsca w klasyfikacji generalnej
- sezon 2011/2012: 217.
- sezon 2012/2013: 113.
- sezon 2014/2015: 62.
- sezon 2015/2016: 72.
- sezon 2016/2017: 46.
- sezon 2017/2018: 109.